# Hœnir

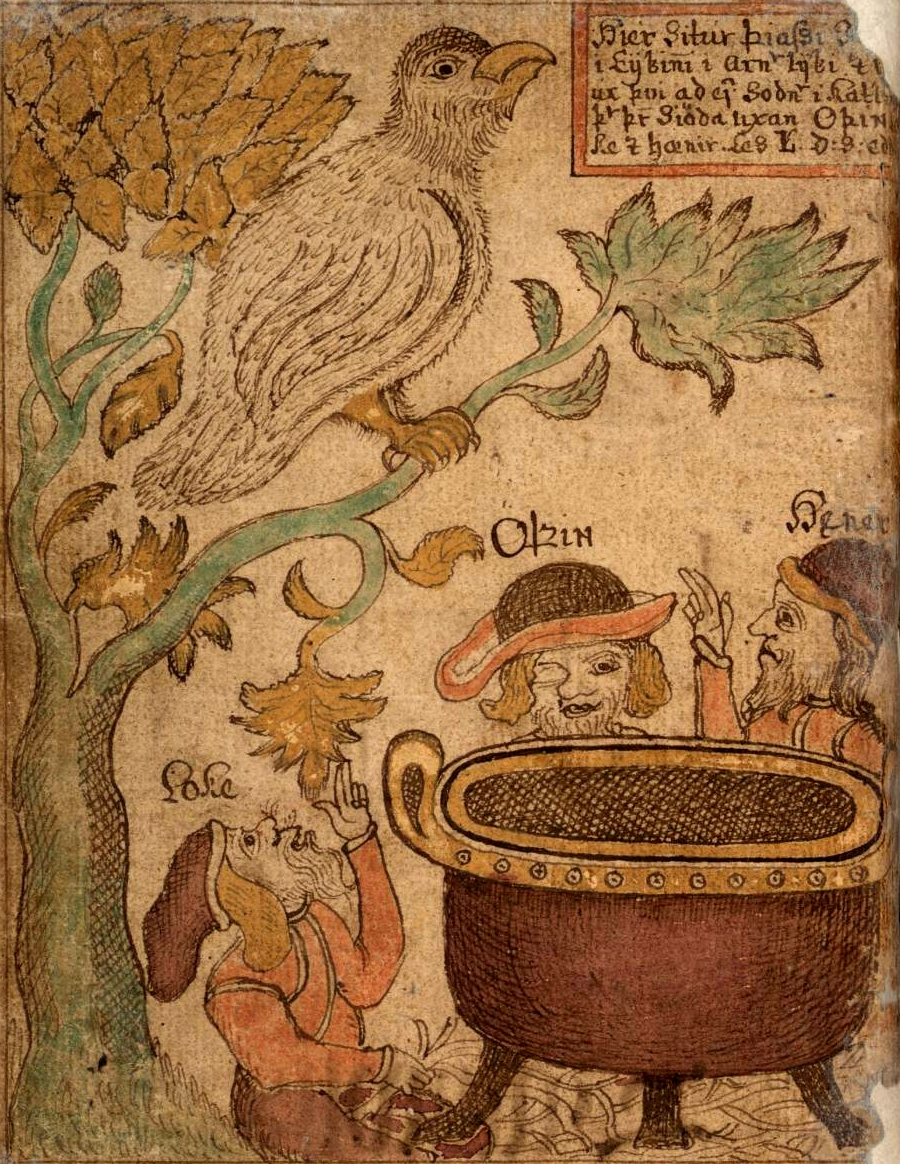
Loki, Odino, Hœnir e Þjazi, da un codice islandese

Nella mitologia norrena, Hœnir era uno degli Æsir. Assieme a Mímir, si diresse dai Vanir come ostaggio per firmare un armistizio. I Vanir fecero di Hœnir uno dei loro membri, ma egli si dimostrò troppo indeciso e lasciò a Mímir tutte le decisioni, limitandosi a piccole risposte poco chiare in assenza del compagno. A ciò è legata la Saga degli Ynglingar.
Nel Vǫluspá, alla creazione dei primi esseri umani, Askr ed Embla, Hœnir e Lóðurr aiutano Odino. Nel Gylfaginning, sono invece menzionati Víli e Vé. È probabile che Hœnir fosse un altro nome per Víli. Anche secondo il Völuspá, Hœnir era una delle poche divinità che sopravvissero al Ragnarǫk.
Hœnir ha anche un ruolo minore nel Haustlöng e Reginsmál.